# Matelea annulata
Matelea annulata är en oleanderväxtart som beskrevs av Brother Alain. Matelea annulata ingår i släktet Matelea och familjen oleanderväxter. Inga underarter finns listade i Catalogue of Life.